# Teoria de la ressonància adaptativa

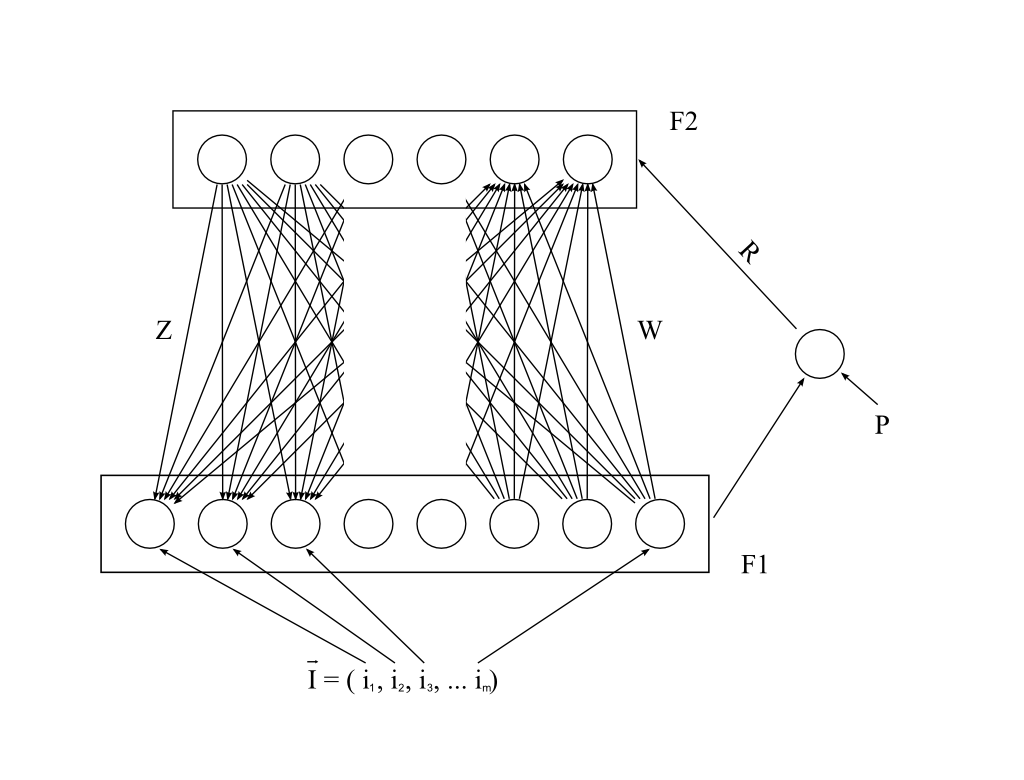
Estructura bàsica de l'ART

La teoria de la ressonància adaptativa (ART) és una teoria desenvolupada per Stephen Grossberg i Gail Carpenter sobre aspectes de com el cervell processa la informació. Descriu una sèrie de models de xarxes neuronals que utilitzen mètodes d'aprenentatge supervisat i no supervisat, i aborden problemes com el reconeixement i la predicció de patrons.
La intuïció principal darrere del model ART és que la identificació i el reconeixement d'objectes es produeixen generalment com a resultat de la interacció de les expectatives de l'observador "de dalt a baix" amb la informació sensorial" de baix a dalt". El model postula que les expectatives "de dalt a baix" prenen la forma d'una plantilla o prototip de memòria que després es compara amb les característiques reals d'un objecte tal com les detecten els sentits. Aquesta comparació dona lloc a una mesura de pertinença a una categoria. Sempre que aquesta diferència entre sensació i expectativa no superi un llindar establert anomenat "paràmetre de vigilància", l'objecte detectat es considerarà membre de la classe esperada. Així, el sistema ofereix una solució al problema de la 'plasticitat/estabilitat', és a dir, el problema d'adquirir nous coneixements sense alterar els coneixements existents que també s'anomena aprenentatge incremental.

## Model d'aprenentatge
El sistema ART bàsic és un model d'aprenentatge no supervisat. Normalment consisteix en un camp de comparació i un camp de reconeixement compost per neurones, un paràmetre de vigilància (llindar de reconeixement) i un mòdul de reinici.
- El camp de comparació pren un vector d'entrada (una matriu unidimensional de valors) i el transfereix a la seva millor coincidència al camp de reconeixement.
  - La seva millor coincidència és la neurona única el conjunt de pesos de la qual (vector de pes) coincideix més amb el vector d'entrada.
- Cada neurona del camp de reconeixement emet un senyal negatiu (proporcional a la qualitat de concordança d'aquesta neurona amb el vector d'entrada) a cadascuna de les altres neurones del camp de reconeixement i, per tant, inhibeix la seva sortida.
  - D'aquesta manera, el camp de reconeixement presenta una inhibició lateral, permetent que cada neurona en ell representi una categoria a la qual es classifiquen els vectors d'entrada.

- Després de classificar el vector d'entrada, el mòdul de restabliment compara la força de la coincidència de reconeixement amb el paràmetre de vigilància.
  - Si es supera el paràmetre de vigilància (és a dir, el vector d'entrada es troba dins del rang normal vist en vectors d'entrada anteriors), llavors comença l'entrenament:
    - Els pesos de la neurona de reconeixement guanyadora s'ajusten a les característiques del vector d'entrada

  - En cas contrari, si el nivell de concordança està per sota del paràmetre de vigilància (és a dir, la concordança del vector d'entrada està fora del rang normal esperat per a aquesta neurona), la neurona de reconeixement guanyadora s'inhibeix i es porta a terme un procediment de cerca.
    - En aquest procediment de cerca, les neurones de reconeixement es desactiven una per una mitjançant la funció de restabliment fins que el paràmetre de vigilància és superat per una coincidència de reconeixement.
      - En particular, a cada cicle del procediment de cerca es selecciona la neurona de reconeixement més activa i després s'apaga, si la seva activació està per sota del paràmetre de vigilància.
      - (tingueu en compte que així allibera les neurones de reconeixement restants de la seva inhibició).

  - Si la coincidència de cap neurona de reconeixement compromesa supera el paràmetre de vigilància, llavors una neurona no compromesa es compromet i els seus pesos s'ajusten per fer coincidir el vector d'entrada.
- El paràmetre de vigilància té una influència considerable en el sistema: una vigilància més alta produeix memòries molt detallades (moltes categories de gra fi), mentre que una vigilància menor dona lloc a memòries més generals (menys categories més generals).[4]

## Tipus

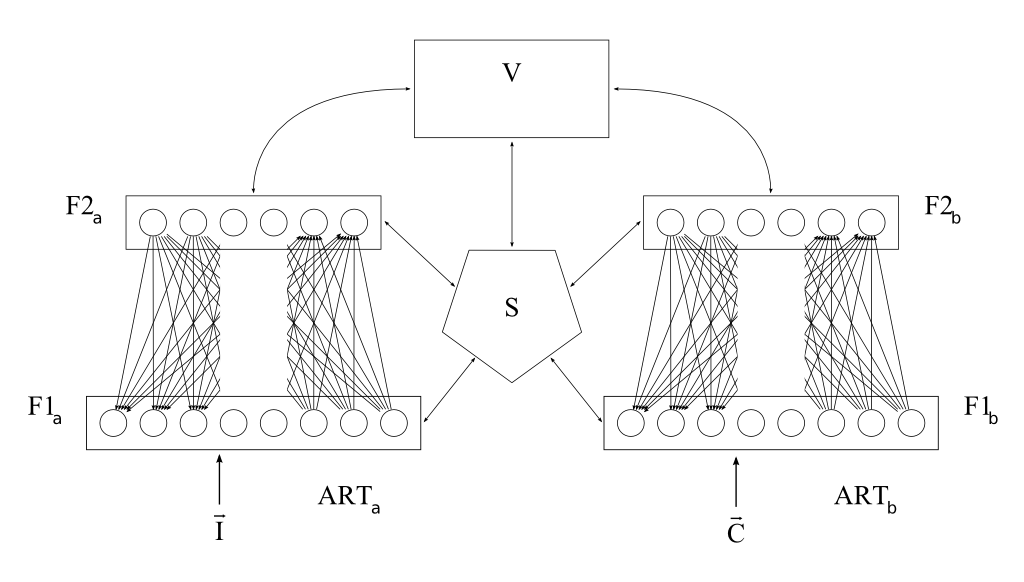
Visió general d'ARTMAP

ART 1 és la varietat més senzilla de xarxes ART, acceptant només entrades binàries. ART 2 amplia les capacitats de xarxa per suportar entrades contínues. ART 2-A és una forma simplificada d'ART-2 amb un temps d'execució dràsticament accelerat i amb resultats qualitatius només poques vegades inferiors a la implementació completa d'ART-2. ART 3 es basa en ART-2 simulant la regulació rudimentària dels neurotransmissors de l'activitat sinàptica mitjançant la incorporació de concentracions simulades d'ions de sodi (Na+) i calci (Ca2+) a les equacions del sistema, el que resulta en un mitjà més realista fisiològicament d'inhibir parcialment categories que desencadena restabliments de desajustaments.